# Baneberry
La ville américaine de Baneberry est située dans le comté de Jefferson, dans l’État du Tennessee. Lors du recensement de 2010, sa population s’élevait à 482 habitants.

## Source
- (en) Cet article est partiellement ou en totalité issu de l’article de Wikipédia en anglais intitulé « Baneberry, Tennessee » (voir la liste des auteurs).